# Joanne Abbott
Joanne Abbott (Sarnia, 25 de abril de 1955) es una deportista canadiense que compitió en vela en la clase Soling. Su esposo, William Abbott, compitió en el mismo deporte.
Ganó seis medallas en el Campeonato Mundial de Soling entre los años 1997 y 2023. Participó en los Juegos Olímpicos de Atlanta 1996, ocupando el quinto lugar en la clase Soling.

## Palmarés internacional
| \| Campeonato Mundial \| Campeonato Mundial \| Campeonato Mundial \| Campeonato Mundial \| \| Año \| Lugar \| Medalla \| Clase \| \| ------------------ \| -------------------------- \| ------------------ \| ------------------ \| \| 1997 \| Rungsted (Dinamarca) \| Medalla de bronce \| Soling \| \| 2009 \| Toronto (Canadá) \| Medalla de oro \| Soling \| \| 2012 \| Milwaukee (Estados Unidos) \| Medalla de bronce \| Soling \| \| 2015 \| Castiglione (Italia) \| Medalla de plata \| Soling \| \| 2016 \| Kingston (Canadá) \| Medalla de oro \| Soling \| \| 2023 \| Milwaukee (Estados Unidos) \| Medalla de plata \| Soling \| |                            |                   |        |
| Campeonato Mundial |                            |                   |        |
| Año | Lugar                      | Medalla           | Clase  |
| 1997 | Rungsted (Dinamarca)       | Medalla de bronce | Soling |
| 2009 | Toronto (Canadá)           | Medalla de oro    | Soling |
| 2012 | Milwaukee (Estados Unidos) | Medalla de bronce | Soling |
| 2015 | Castiglione (Italia)       | Medalla de plata  | Soling |
| 2016 | Kingston (Canadá)          | Medalla de oro    | Soling |
| 2023 | Milwaukee (Estados Unidos) | Medalla de plata  | Soling |